# Warkziz
Warkziz, Ouarkziz (arab. ‏أوركزيز‎) – krater uderzeniowy położony w Algierii w pobliżu granicy z Marokiem.
Wiek krateru został oceniony na mniej niż 70 milionów lat, czyli powstał on nie dawniej niż w kredzie. Został utworzony przez uderzenie małej planetoidy w uwarstwione skały osadowe. Krater został w znacznym stopniu zerodowany, jednak kształt jego misy jest wyraźnie widoczny w terenie dzięki ukształtowaniu starszych skał osadowych, w których powstał. W obszar krateru wcina się strumień.